# Kajetan Kajetanowicz

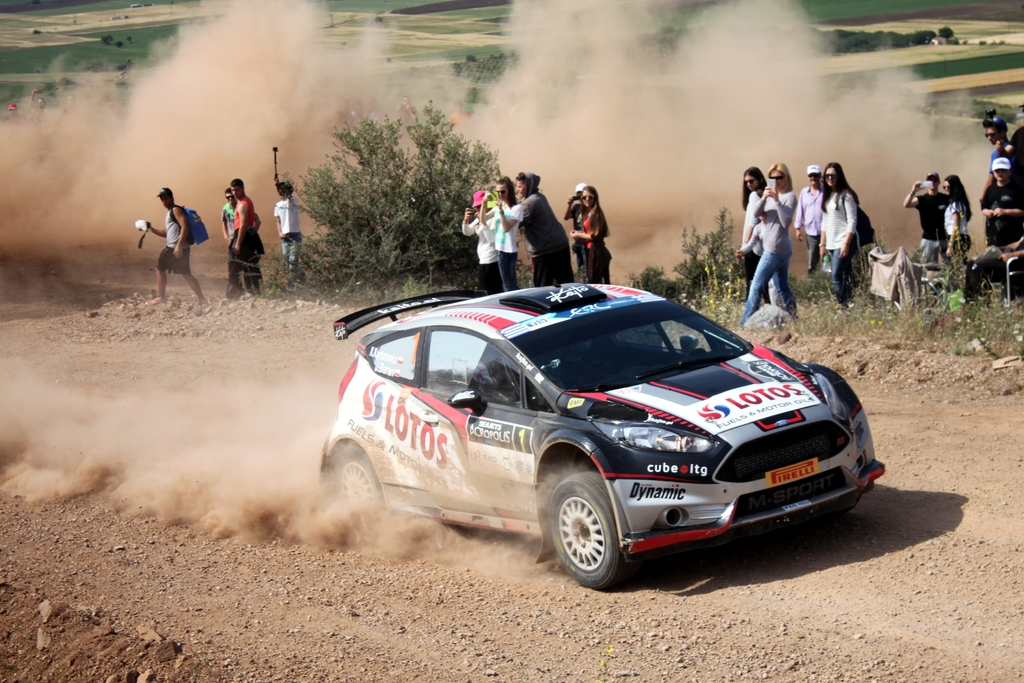
Kajetanowicz al rally dell'Acropoli 2016 su Fiesta R5

Kajetan Kajetanowicz (Cieszyn, 5 marzo 1979) è un pilota di rally polacco, vincitore per tre volte del campionato europeo rally nel 2015, 2016 e 2017 su Ford Fiesta R5.

## Palmarès
- Campionato europeo rally: 3
2015 su Ford Fiesta R5
2016 su Ford Fiesta R5
2017 su Ford Fiesta R5

- WRC-2 Challenger
2023 su Škoda Fabia RS Rally2 e Škoda Fabia Rally2 Evo

## Vittorie nel mondiale rally

### Vittorie nel WRC-3
| Nº | Anno | Rally                | Copilota           | Vettura                |
| -- | ---- | -------------------- | ------------------ | ---------------------- |
| 1  | 2020 | Rally di Turchia     | Maciej Szczepaniak | Škoda Fabia Rally2 Evo |
| 2  | 2021 | Rally di Croazia     | Maciej Szczepaniak | Škoda Fabia Rally2 Evo |
| 3  | 2021 | Rally del Portogallo | Maciej Szczepaniak | Škoda Fabia Rally2 Evo |
| 4  | 2021 | Rally dell'Acropoli  | Maciej Szczepaniak | Škoda Fabia Rally2 Evo |

### Vittorie nel WRC-2
| Nº | Anno | Rally            | Copilota           | Vettura                |
| -- | ---- | ---------------- | ------------------ | ---------------------- |
| 1  | 2019 | Rally di Turchia | Maciej Szczepaniak | Škoda Fabia R5         |
| 2  | 2022 | Safari Rally     | Maciej Szczepaniak | Škoda Fabia Rally2 Evo |
| 3  | 2023 | Safari Rally     | Maciej Szczepaniak | Škoda Fabia Rally2 Evo |

### Vittorie nel WRC-2 Challenger
| Nº | Anno | Rally               | Copilota           | Vettura                |
| -- | ---- | ------------------- | ------------------ | ---------------------- |
| 1  | 2023 | Rally del Messico   | Maciej Szczepaniak | Škoda Fabia Rally2 evo |
| 2  | 2023 | Rally di Sardegna   | Maciej Szczepaniak | Škoda Fabia RS Rally2  |
| 3  | 2023 | Safari Rally        | Maciej Szczepaniak | Škoda Fabia Rally2 evo |
| 4  | 2024 | Safari Rally        | Maciej Szczepaniak | Škoda Fabia RS Rally2  |
| 5  | 2025 | Rally dell'Acropoli | Maciej Szczepaniak | Toyota GR Yaris Rally2 |

## Risultati nel mondiale rally

### Risultati nel WRC
| 2016 | Scuderia         | Vettura        |  |  |  |  |  |  |    |  |  |  |  |  |  |  |  |  | Punti | Pos. |
| ---- | ---------------- | -------------- |  |  |  |  |  |  | -- |  |  |  |  |  |  |  |  |  | ----- | ---- |
| 2016 | Lotos Rally Team | Ford Fiesta R5 |  |  |  |  |  |  | 16 |  |  |  |  |  |  |  |  |  | 0     |      |

| 2018 | Scuderia         | Vettura        |  |  |  |  |  |  |    |  |    |    |  |    |  |  |  |  | Punti | Pos. |
| ---- | ---------------- | -------------- |  |  |  |  |  |  | -- |  | -- | -- |  | -- |  |  |  |  | ----- | ---- |
| 2018 | Lotos Rally Team | Ford Fiesta R5 |  |  |  |  |  |  | 23 |  | 13 | 11 |  | 15 |  |  |  |  | 0     |      |

| 2019 | Scuderia | Vettura                               |  |  |  |    |     |  |  |    |  |    |    |    |    |  |  |  | Punti | Pos. |
| ---- | -------- | ------------------------------------- |  |  |  | -- | --- |  |  | -- |  | -- | -- | -- | -- |  |  |  | ----- | ---- |
| 2019 |          | Volkswagen Polo GTI R5 Škoda Fabia R5 |  |  |  | 13 | Rit |  |  | 12 |  | 14 | 12 | 42 | 14 |  |  |  | 0     |      |

| 2020 | Scuderia | Vettura                |  |  |    |     |   |   |    |  |  |  |  |  |  |  |  |  | Punti | Pos. |
| ---- | -------- | ---------------------- |  |  | -- | --- | - | - | -- |  |  |  |  |  |  |  |  |  | ----- | ---- |
| 2020 |          | Škoda Fabia Rally2 evo |  |  | 14 | Rit | 7 | 9 | 14 |  |  |  |  |  |  |  |  |  | 8     | 17º  |

| 2021 | Scuderia | Vettura                |  |  |    |    |    |  |    |  |    |  |    |    |  |  |  |  | Punti | Pos. |
| ---- | -------- | ---------------------- |  |  | -- | -- | -- |  | -- |  | -- |  | -- | -- |  |  |  |  | ----- | ---- |
| 2021 |          | Škoda Fabia Rally2 evo |  |  | 11 | 13 | 16 |  | 13 |  | 11 |  | 14 | 12 |  |  |  |  | 0     |      |

| 2022 | Scuderia | Vettura                |  |  |   |    |  |   |    |  |  |  |   |    |     |  |  |  | Punti | Pos. |
| ---- | -------- | ---------------------- |  |  | - | -- |  | - | -- |  |  |  | - | -- | --- |  |  |  | ----- | ---- |
| 2022 |          | Škoda Fabia Rally2 evo |  |  | 8 | 11 |  | 9 | 12 |  |  |  | 8 | 16 | Rit |  |  |  | 10    | 19º  |

| 2023 | Scuderia | Vettura                                      |  |  |    |  |  |   |   |  |  |    |     |    |   |  |  |  | Punti | Pos. |
| ---- | -------- | -------------------------------------------- |  |  | -- |  |  | - | - |  |  | -- | --- | -- | - |  |  |  | ----- | ---- |
| 2023 |          | Škoda Fabia RS Rally2 Škoda Fabia Rally2 evo |  |  | 10 |  |  | 7 | 8 |  |  | 13 | Rit | 12 | 9 |  |  |  | 13    | 16º  |

| 2024 | Scuderia | Vettura               |  |  |    |  |  |    |    |  |  |   |    |    |    |  |  |  | Punti | Pos. |
| ---- | -------- | --------------------- |  |  | -- |  |  | -- | -- |  |  | - | -- | -- | -- |  |  |  | ----- | ---- |
| 2024 |          | Škoda Fabia RS Rally2 |  |  | 10 |  |  | 10 | 35 |  |  | 7 | 12 | 10 | 11 |  |  |  | 9     | 17º  |

| 2025 | Scuderia | Vettura                |  |  |    |  |    |    |   |  |  |  |  |  |  |  |  |  | Punti | Pos. |
| ---- | -------- | ---------------------- |  |  | -- |  | -- | -- | - |  |  |  |  |  |  |  |  |  | ----- | ---- |
| 2025 |          | Toyota GR Yaris Rally2 |  |  | 13 |  | 20 | 10 | 9 |  |  |  |  |  |  |  |  |  | 3     |      |

| Legenda | 1º posto | 2º posto | 3º posto | A punti | Senza punti | Ritirato | Squalificato | NP=Non partito C=Gara cancellata | Apice=Power stage |

### Risultati nel WRC-2
| 2016 | Scuderia         | Vettura        |  |  |  |  |  |  |   |  |  |  |  |  |  |  |  |  | Punti | Pos. |
| ---- | ---------------- | -------------- |  |  |  |  |  |  | - |  |  |  |  |  |  |  |  |  | ----- | ---- |
| 2016 | Lotos Rally Team | Ford Fiesta R5 |  |  |  |  |  |  | 4 |  |  |  |  |  |  |  |  |  | 12    | 27º  |

| 2018 | Scuderia         | Vettura        |  |  |  |  |  |  |   |  |   |   |  |   |  |  |  |  | Punti | Pos. |
| ---- | ---------------- | -------------- |  |  |  |  |  |  | - |  | - | - |  | - |  |  |  |  | ----- | ---- |
| 2018 | Lotos Rally Team | Ford Fiesta R5 |  |  |  |  |  |  | 7 |  | 5 | 4 |  | 4 |  |  |  |  | 40    | 10º  |

| 2019 | Scuderia | Vettura                               |  |  |  |   |     |  |  |   |  |   |   |    |   |  |  |  | Punti | Pos. |
| ---- | -------- | ------------------------------------- |  |  |  | - | --- |  |  | - |  | - | - | -- | - |  |  |  | ----- | ---- |
| 2019 |          | Volkswagen Polo GTI R5 Škoda Fabia R5 |  |  |  | 3 | Rit |  |  | 2 |  | 3 | 1 | 12 | 3 |  |  |  | 88    | 2º   |

| 2022 | Scuderia | Vettura                |  |  |   |   |  |   |   |  |  |  |   |   |     |  |  |  | Punti | Pos. |
| ---- | -------- | ---------------------- |  |  | - | - |  | - | - |  |  |  | - | - | --- |  |  |  | ----- | ---- |
| 2022 |          | Škoda Fabia Rally2 evo |  |  | 2 | 2 |  | 1 | 5 |  |  |  | 2 | 6 | Rit |  |  |  | 104   | 3º   |

| 2023 | Scuderia | Vettura                                      |  |  |   |  |  |   |    |  |  |   |     |   |    |  |  |  | Punti | Pos. |
| ---- | -------- | -------------------------------------------- |  |  | - |  |  | - | -- |  |  | - | --- | - | -- |  |  |  | ----- | ---- |
| 2023 |          | Škoda Fabia RS Rally2 Škoda Fabia Rally2 evo |  |  | 4 |  |  | 3 | 13 |  |  | 6 | Rit | 3 | 32 |  |  |  | 95    | 5º   |

| 2024 | Scuderia | Vettura               |  |  |   |  |  |   |    |  |  |   |   |   |   |  |  |  | Punti | Pos. |
| ---- | -------- | --------------------- |  |  | - |  |  | - | -- |  |  | - | - | - | - |  |  |  | ----- | ---- |
| 2024 |          | Škoda Fabia RS Rally2 |  |  | 3 |  |  | 5 | 19 |  |  | 4 | 5 | 4 | 5 |  |  |  | 69    | 5º   |

| 2025 | Scuderia | Vettura                |  |  |   |  |    |   |   |  |  |  |  |  |  |  |  |  | Punti | Pos. |
| ---- | -------- | ---------------------- |  |  | - |  | -- | - | - |  |  |  |  |  |  |  |  |  | ----- | ---- |
| 2025 |          | Toyota GR Yaris Rally2 |  |  | 6 |  | 10 | 2 | 4 |  |  |  |  |  |  |  |  |  | 38    |      |

| Legenda | 1º posto | 2º posto | 3º posto | A punti | Senza punti | Ritirato | Squalificato | NP=Non partito C=Gara cancellata | Apice=Power stage |

### Risultati nel WRC-2 Challenger
| 2023 | Scuderia | Vettura                                      |  |  |   |  |  |   |   |  |  |   |     |   |   |  |  |  | Punti | Pos. |
| ---- | -------- | -------------------------------------------- |  |  | - |  |  | - | - |  |  | - | --- | - | - |  |  |  | ----- | ---- |
| 2023 |          | Škoda Fabia RS Rally2 Škoda Fabia Rally2 evo |  |  | 1 |  |  | 1 | 1 |  |  | 2 | Rit | 3 | 2 |  |  |  | 126   | 1º   |

| 2024 | Scuderia | Vettura               |  |  |   |  |  |   |    |  |  |   |   |   |   |  |  |  | Punti | Pos. |
| ---- | -------- | --------------------- |  |  | - |  |  | - | -- |  |  | - | - | - | - |  |  |  | ----- | ---- |
| 2024 |          | Škoda Fabia RS Rally2 |  |  | 1 |  |  | 4 | 15 |  |  | 3 | 2 | 4 | 4 |  |  |  | 94    | 3º   |

| 2025 | Scuderia | Vettura                |  |  |   |  |   |   |   |  |  |  |  |  |  |  |  |  | Punti | Pos. |
| ---- | -------- | ---------------------- |  |  | - |  | - | - | - |  |  |  |  |  |  |  |  |  | ----- | ---- |
| 2025 |          | Toyota GR Yaris Rally2 |  |  | 4 |  | 6 | 2 | 1 |  |  |  |  |  |  |  |  |  | 62    |      |

| Legenda | 1º posto | 2º posto | 3º posto | A punti | Senza punti | Ritirato | Squalificato | NP=Non partito C=Gara cancellata | Apice=Power stage |

### Risultati WRC-3
| 2020 | Scuderia | Vettura                |  |  |   |     |   |   |   |  |  |  |  |  |  |  |  |  | Punti | Pos. |
| ---- | -------- | ---------------------- |  |  | - | --- | - | - | - |  |  |  |  |  |  |  |  |  | ----- | ---- |
| 2020 |          | Škoda Fabia Rally2 evo |  |  | 4 | Rit | 1 | 2 | 5 |  |  |  |  |  |  |  |  |  | 65    | 3º   |

| 2021 | Scuderia | Vettura                |  |  |   |   |   |  |   |  |   |  |   |   |  |  |  |  | Punti | Pos. |
| ---- | -------- | ---------------------- |  |  | - | - | - |  | - |  | - |  | - | - |  |  |  |  | ----- | ---- |
| 2021 |          | Škoda Fabia Rally2 evo |  |  | 1 | 1 | 8 |  | 2 |  | 1 |  | 2 | 3 |  |  |  |  | 127   | 2º   |

| Legenda | 1º posto | 2º posto | 3º posto | A punti | Senza punti | Ritirato | Squalificato | NP=Non partito C=Gara cancellata | Apice=Power stage |